# 森江朋美
森江 朋美（もりえ ともみ、1985年12月20日 - ）は、日本の元タレント、元グラビアアイドル、元レースクイーン。愛称は、もーりー。
東京都出身。引退時はスタイルコーポレーション所属。以前はトヨタオフィスに所属していた。

## 略歴
- 2013年と2014年の2年連続で、SUPER GT「SUBARU BRZ GALS“BREEZE”」としてレースクイーン活動を行う[1]。
- 東京スポーツ主催の「ミス東スポ2015」では特別賞に選ばれた[4]。
- 2016年12月16日をもって芸能界を引退した[5]。

## 人物
- 趣味は音楽鑑賞、料理、ジョギング、ゴルフ。
- 身長182cmという弟[6]（12歳下[7]）がいる。
- 秘書技能検定2級、漢字検定3級の資格を持っている。

## 作品

### 映像作品
- Jewel（2013年10月25日、竹書房） - EAN 4985914415828。
- glossy（2014年1月31日、スパイスビジュアル） - EAN 4560207768821。
- フェチシスト –美脚-（2014年9月25日、イーネット・フロンティア） - EAN 4571369483453。
- Love（2015年8月20日、ギルド） - EAN 4562354731178。

## 出演

### テレビ番組
- オールスター感謝祭2011秋（2011年10月1日・TBS） - アシスタント[8]。
- ジョブチューン アノ職業のヒミツぶっちゃけます!（2013年2月～・TBS） - コスプレモデルとして不定期出演。

### 映画
- 短編映画 アイドル7×7「空蝉」（2012年・監督：世志男） - 主演・草薙香 役[2]。

### イベント
- ジャパンゴルフフェア2010「GOLFZONブース」（2010年2月・東京ビッグサイト）
- 東京ゲームショウ2010「カプコンブース」（2010年9月・幕張メッセ）
- CEATEC JAPAN2010「ゼンリンブース」（2010年10月・幕張メッセ）
- 藤原祭り～Fujiwara Festival 2010～（2010年12月1日・後楽園ホール） - 山下真実子と共にラウンドガールとして出演[9][10]。
- 東京オートサロン「ヨコモブース」（2011年1月・幕張メッセ） - 日野礼香と共演[11]。
- 東京ゲームショウ2011「カプコンブース」（2011年9月・幕張メッセ）
- CEATEC JAPAN2011「ヒロセ電機ブース」（2011年10月・幕張メッセ）
- ジャパンゴルフフェア2012「エミリッドバハマブース」（2012年2月・東京ビッグサイト）
- 東京ゲームショウ2012「カプコンブース」（2012年9月・幕張メッセ）
- CEATEC JAPAN2012「三菱電機ブース」（2012年10月・幕張メッセ）
- CP+「リコー／ペンタックスブース」（2013年1月31日～2月3日・パシフィコ横浜）
- 東京ゲームショウ2013「カプコンブース」（2013年9月・幕張メッセ）
- CP+「リコー／ペンタックスブース」（2014年2月・パシフィコ横浜）
- 東京ゲームショウ2014「GREEブース」（2014年9月・幕張メッセ）
- ジャパンフィッシングショー「ダイワブース」（2015年2月・パシフィコ横浜）

### その他
- 杏林製薬「キョークルミンガール」（2012年）[12]